# امامزاده شاه غریب
امامزاده شاه غریب مربوط به دوره قاجار است و در کیلومتر ۲جاده قم به کاشان واقع شده و این اثر در تاریخ ۱۶ مهر ۱۳۷۹ با شمارهٔ ثبت ۲۷۹۸ به‌عنوان یکی از آثار ملی ایران به ثبت رسیده است.